# Muhlenbergia peruviana
Muhlenbergia peruviana là một loài thực vật có hoa trong họ Hòa thảo. Loài này được (P.Beauv.) Steud. mô tả khoa học đầu tiên năm 1840.